# Alex Rae
Pour les articles homonymes, voir Rae.
Alexander Scott Rae, dit Alex Rae, est un footballeur et entraîneur écossais né le 30 septembre 1969 à Glasgow.

## Carrière

### Joueur
- 1987-1990 : Falkirk  Écosse
- 1990-1996 : Millwall  Angleterre
- 1996-2001 : Sunderland  Angleterre
- 2001-2004 : Wolverhampton Wanderers  Angleterre
- 2004-2006 : Glasgow Rangers  Écosse
- 2006-2008 : Dundee FC  Écosse (entraîneur-joueur)
- 2010 : Milton Keynes Dons  Angleterre (entraîneur-joueur)

### Entraîneur
- 2006-oct. 2008 : Dundee FC  Écosse (entraîneur-joueur)
- 2009-oct. 2010 : Milton Keynes Dons  Angleterre (assistant de Paul Ince)
- oct. 2010-avr. 2011 : Notts County  Angleterre (assistant de Paul Ince)
- déc. 2015-sep. 2016 : Saint Mirren FC  Écosse